# Specie di Paratropididae
Di seguito sono descritte tutte le 11 specie della famiglia di ragni Paratropididae note al gennaio 2016.

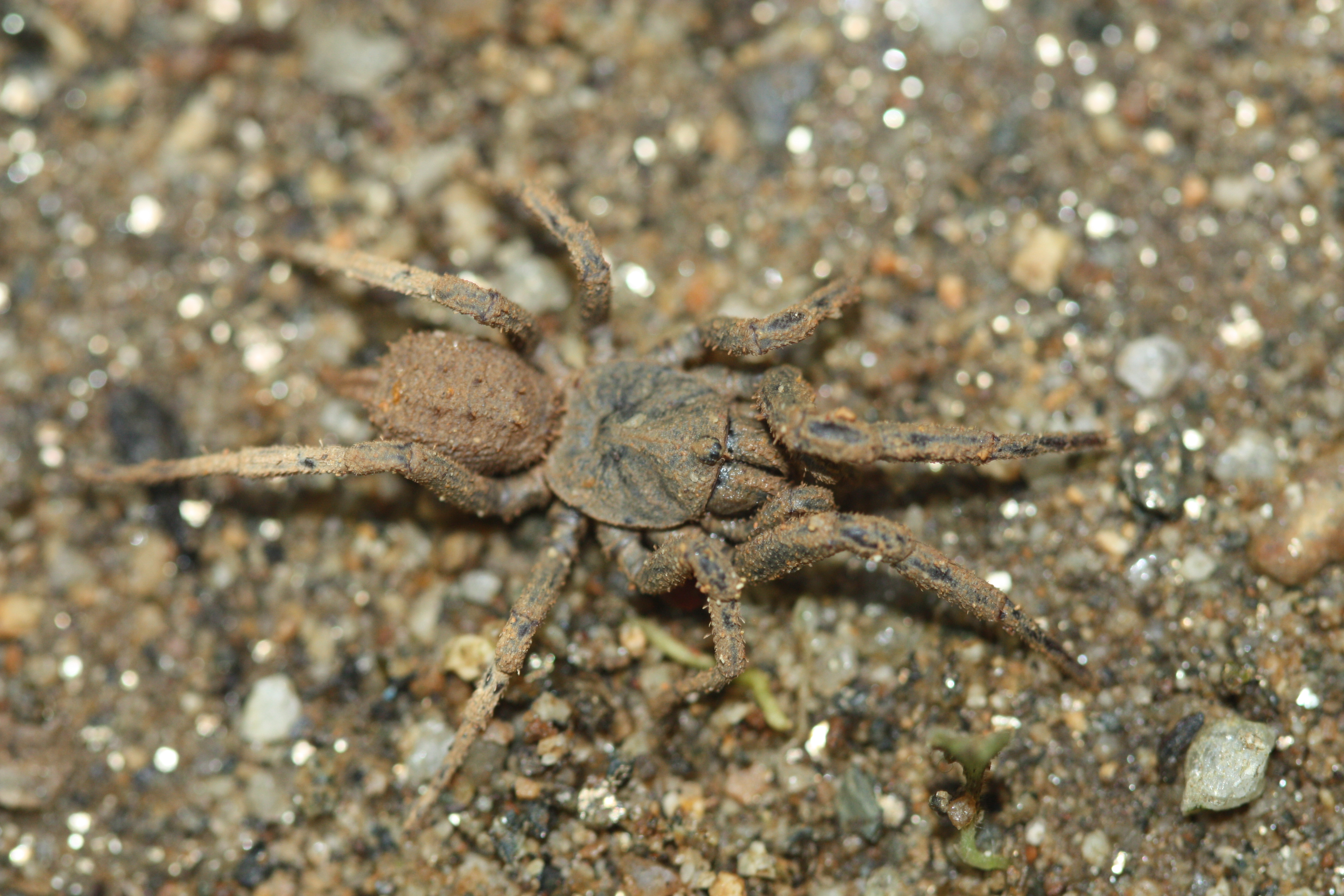
Paratropididae sp.

## Anisaspis
Anisaspis Simon, 1891
- Anisaspis tuberculata Simon, 1891 — Isole Saint Vincent e Grenadine

## Anisaspoides
Anisaspoides F. O. P.-Cambridge, 1896
- Anisaspoides gigantea F. O. P.-Cambridge, 1896 — Brasile

## Melloina
Melloina Brignoli, 1985
- Melloina gracilis (Schenkel, 1953) — Venezuela
- Melloina rickwesti Raven, 1999 — Panama
- Melloina santuario Bertani, 2013 — Venezuela

## Paratropis
Paratropis Simon, 1889
- Paratropis elicioi Dupérré, 2015 - Ecuador
- Paratropis papilligera F. O. P.-Cambridge, 1896 — Brasile
- Paratropis sanguinea Mello-Leitão, 1923 — Brasile
- Paratropis scruposa Simon, 1889 — Perù
- Paratropis seminermis Caporiacco, 1955 — Venezuela
- Paratropis tuxtlensis Valdez-Mondragón, Mendoza & Francke, 1889 - Messico